# Ville de Logan
Pour les articles homonymes, voir Logan.

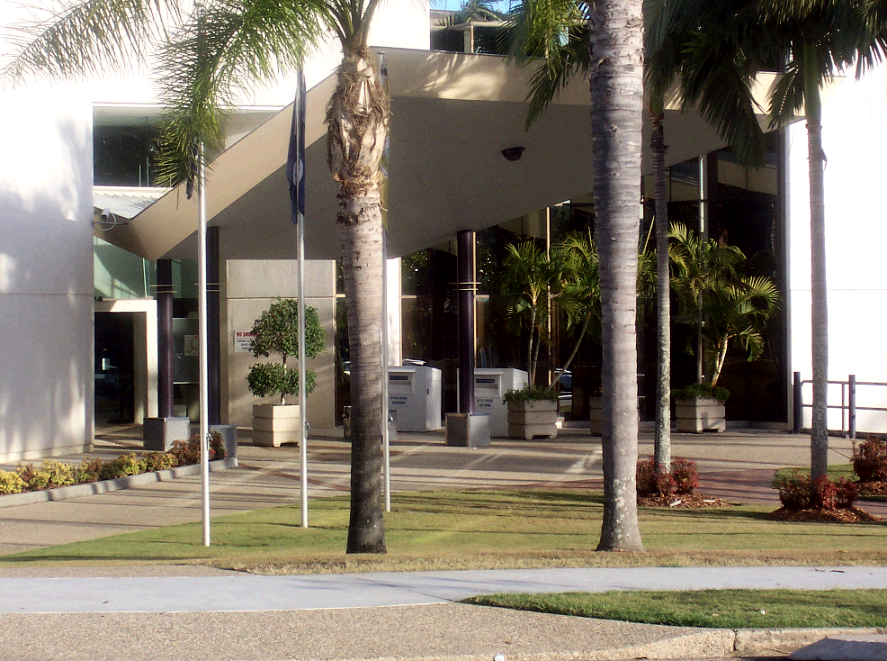
Entrée de la mairie de Logan.

Logan est une ville et une zone d'administration locale située dans l'État du Queensland, en Australie.

## Géographie
La ville s'étend sur 250 km2 dans la région du Sud-Est au Queensland, et fait partie de l'agglomération de Brisbane. Elle comprend les quartiers de Beenleigh, Kingston, Logan Central, Loghanholme, Logan Village, Marsden, Springwood et Woodridge.

## Histoire
La ville doit son nom au capitaine Patrick Logan, l'un des fondateurs du pénitencier de la baie Moreton qui a marqué l'histoire de la région. Le nom de Logan se retrouve d'ailleurs dans le nom de différents quartiers de la ville comme Logan Central, Loganholme, Logan Village, dans celui de la rivière Logan River comme dans celui des routes Logan Motorway et Logan Road.
Le comté de Logan est créé le 8 juin 1978 par la fusion des quartiers nord des comtés d'Albert et de Beaudesert et prend le nom de ville de Logan le 1er janvier 1981. Celle-ci est étendue le 15 mars 2008 et triple sa superficie en annexant une grande partie du comté de Beaudesert ainsi que la zone de Beenleigh-Eagleby qui faisait partie de Gold Coast. 

## Démographie
| 2001    | 2006    | 2011    | 2016    | 2021    |
| ------- | ------- | ------- | ------- | ------- |
| 163 560 | 173 264 | 278 050 | 303 386 | 345 098 |

## Économie
la ville possède Logan Hyperdome, l'un des plus grands centres commerciaux australiens. 

## Politique et administration
Le conseil comprend le maire et douze autres membres, élus pour un mandat de quatre ans. En avril 2019, le conseil municipal est suspendu par le ministre des collectivités locales du gouvernement du Queensland après la mise en cause de huit conseillers et du maire pour fraude.
Les dernières élections ont eu lieu le 28 mars 2020.

### Liste des maires
| Période                                  | Période    | Identité          | Étiquette   | Qualité         |
| ---------------------------------------- | ---------- | ----------------- | ----------- | --------------- |
| Les données manquantes sont à compléter. |            |                   |             |                 |
| 2016                                     | avril 2019 | Luke Smith        |             |                 |
| avril 2019                               | avril 2020 | Tamara O'Shea     |             | Administratrice |
| avril 2012                               | en cours   | Darren Power (en) | Indépendant |                 |